# Carlos Germano
Carlos Germano Schwambach Neto (Domingos Martins, 14 agosto 1970) è un ex calciatore brasiliano, di ruolo portiere.
Ha all'attivo nove presenze con la nazionale brasiliana, con la quale ha partecipato alla Copa América 1997, al campionato del mondo 1998 e alla Confederations Cup 2001.
Ha militato per 14 anni nel Vasco da Gama, dal 1985 al 1999.

## Palmarès

### Club

#### Competizioni statali
- Campionato Carioca: 4

Vasco da Gama: 1992, 1993, 1994, 1998
- Taça Guanabara: 3

Vasco da Gama: 1992, 1994, 1998

#### Competizioni nazionali
- Campionato brasiliano: 1

Vasco da Gama: 1997

#### Competizioni regionali
- Torneo Rio-San Paolo: 1

Vasco da Gama: 1999

#### Competizioni internazionali
- Coppa Libertadores: 1

Vasco da Gama: 1998

### Nazionale
- Campionato sudamericano di calcio Under-20: 1

1988
- Coppa America: 1

Bolivia 1997

### Individuale
- Bola de Prata (miglior undici brasiliano per la rivista Placar): 1997